# Giovanni Cernogoraz
Giovanni Cernogoraz, född 27 december 1982 i Koper, är en kroatisk sportskytt.
Cernogoraz blev olympisk guldmedaljör i trap vid sommarspelen 2012 i London.